# Schwanthalerhöhe

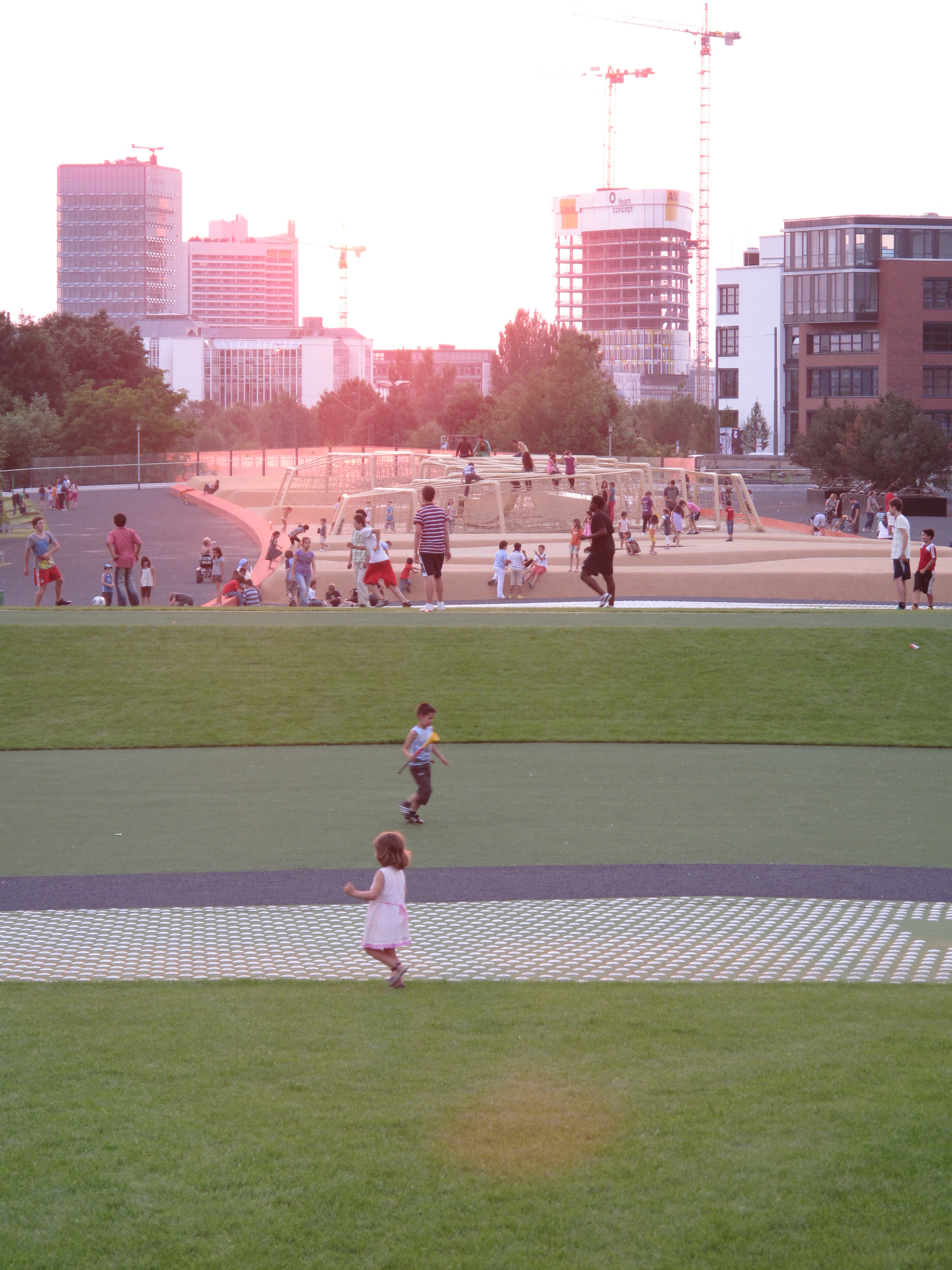
Quartiersplatz Theresienhöhe

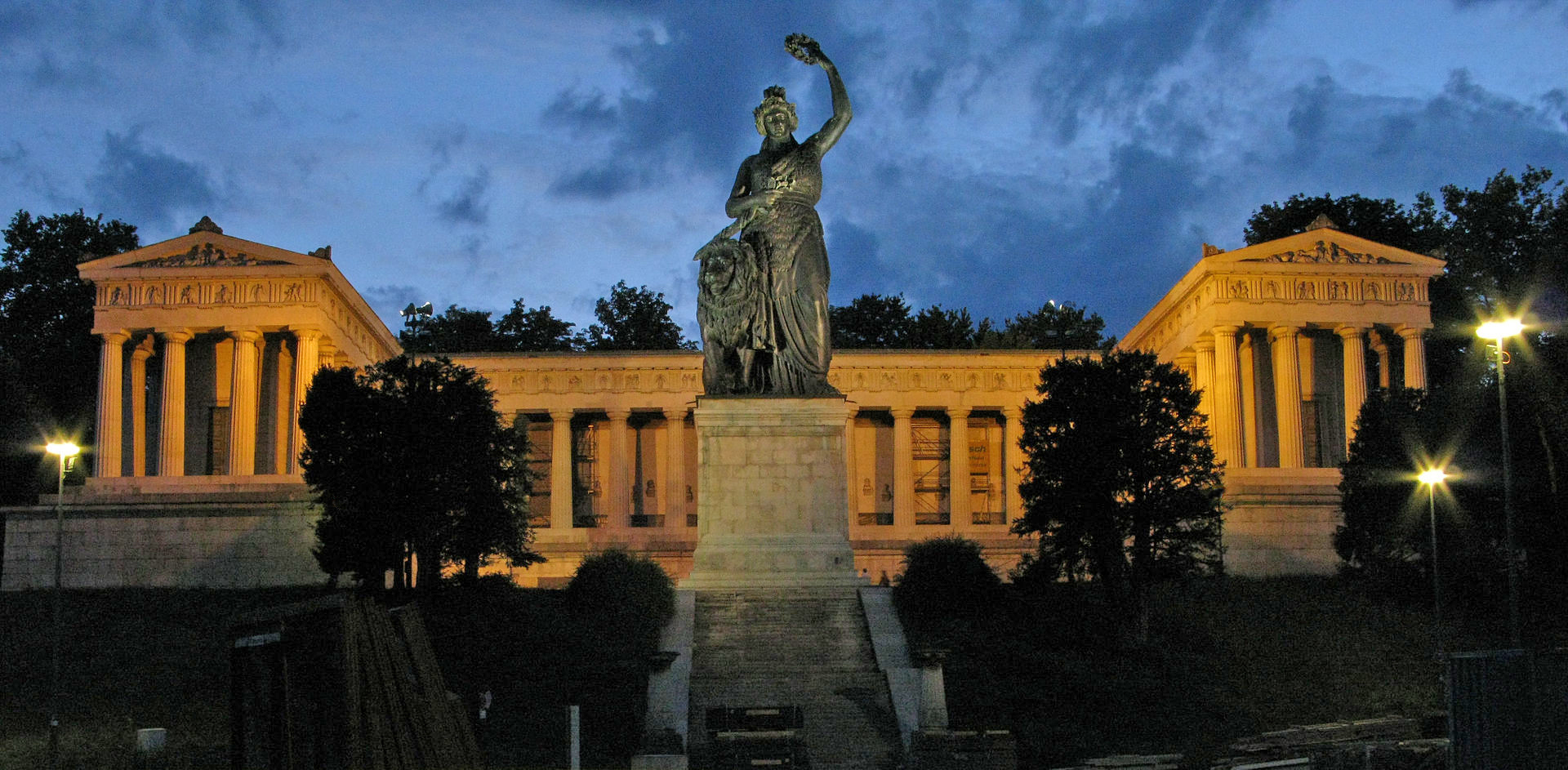
Bavaria & Ruhmeshalle

Schwanthalerhöhe es un barrio de la ciudad de Múnich (Alemania), situado en la zona oeste de dicha ciudad, en la margen izquierda del río Isar, entre la Estación Central (Hauptbahnhof) y la conocida Theresienwiese.
El barrio toma el nombre del escultor bávaro Ludwig Schwanthaler, creador entre otras de la escultura de la Bavaria.
En el año 2004 se estimaba que el barrio poseía una población de 25.369 habitantes.
Schwanthalerhöhe es un barrio relativamente céntrico, pero que conserva precios más asequibles que otras zonas de Múnich con una situación similar. No son pocas las guías turísticas que lo comparan con el Kreuzberg berlinés; al fin y al cabo, en él residen multitud de ciudadanos extranjeros, en su mayoría de origen turco, y se define por su carácter alternativo y moderno.
- Datos: Q166011
- Multimedia: Schwanthalerhöhe / Q166011